# Estació de 1º de Mayo
1º de Mayo és una estació de la línia 1 del metro de Sevilla situada al districte Cerro-Amate de la població de Sevilla. Va ser inaugurada el 2 d'abril del 2009, ja que forma part del primer tram (Ciudad Expo - Condequinto) a inaugurar-se que forma part del primer ferrocarril metropolità d'Andalusia.
| Metro de Sevilla       |            |       |       |                        |
| Procedència/Destinació | <          | Línia | >     | Procedència/Destinació |
| Ciudad Expo            | Gran Plaza |       | Amate | Olivar de Quintos      |